# Nacionalni park Great Sandy
Nacionalni park Great Sandy je obalni nacionalni park koji se nalazi na jugoistoku pokrajine Queensland. Podijeljen je na dva dijela, Cooloola se nalazi na obali između mjesta Noosa Heads na jugu i Rainbow Beacha na sjeveru, najbliži grad mu je Hervey Bay. On pokriva 18.400 ha, dok dio na otoku Fraser, najvećem pješčanom otoku na svijetu, koji se nalazi sjeverno od Rainbow Beacha, pokriva 56.000 ha.
Na njegovoj ukupnoj površini od 2.195,55 km² nalazi se važno ptičje sklonište za veliku populaciju endemske crnoprsne prepeličarke (Turnix melanogaster), ali i mnogih drugih vrsta između kojih je i najveća kopnena populacija Emua ( na obali Cooloola). Zbog toga je Nacionalni park Purnululu osnovan 1971. godine, a 2010. godine je predložen za upis na UNESCO-ov popis mjesta svjetske baštine u Australiji i Oceaniji.
U parku se nalaze brojne znamenitosti od kojih su najposjećeniji obala Cooloola, otok Fraser, rijeka Noosa, te jezera Cootharaba i Wabby, koji pružaju uvjete za planinarene, ribolov, jedrenje, promatanje ptica i kanu. Otok Fraser je jedino mjesto na svijetu gdje kišna šuma raste izravno iz pijeska. Na otoku se nalaze i brojne šarene pješčane stijene na istočnim plažama, kao i brojne staze za pješaćenje. U parku se nalaze i dva brodoloma: SS Maheno i Cherry Venture.
- Rijeka Noosa
- Jezero Wabby
- Jezero Cootharaba
- Fraserov otok

## Poveznice
- Fraserov otok
- Vlažni tropi Queenslanda